# Joost van Hardenbroek
Joost van Hardenbroek (Kasteel Hardenbroek (mogelijk), 1510 - Kollum, september 1557) was een Nederlands edelman en bestuurder.

## Biografie
Van Hardenbroek was een zoon van Gijsbert van Hardenbroek en Mechteld van Raephorst. Joost was een telg uit de familie Van Hardenbroek. Zij vader Gijsbert was heer van Hardenbroek en rentmeester-generaal van de bisschop van Utrecht.
Van Hardenbroek werd in 1528 boven de gewone ridderschap gesteld om Karel V te ontvangen. Hij was tussen 1537 en 1549 lid van de ridderschap van Utrecht. Na het overlijden van zijn vader werd Joost in 1532 beleend met kasteel Hardenbroek. In 1536 werd Hardenbroek door de Staten van Utrecht erkend als ridderhofstad. In november 1556 werd Van Hardenbroek door Karel V aangesteld als grietman van Kollumerland. In dit ambt volgde hij zijn schoonvader Sebastiaan van Schonenburg op terwijl Van Schonenburg als substituut-grietman zou gaan fungeren. Van Hardenbroek woonde in Kollum, vermoedelijk in het Huis Schonenburg in het dorp zelf of op de state Schonenburg ten noorden van Kollum. Hij werd begraven in de Maartenskerk van Kollum. Zijn grafzerk geeft ten onrechte aan dat hij grietman was van zowel Kollumerland als Nieuwkruisland. Deze ambten werden pas onder Claes Clant verenigd.

Het heerlijkheidswapen van Hardenbroek.
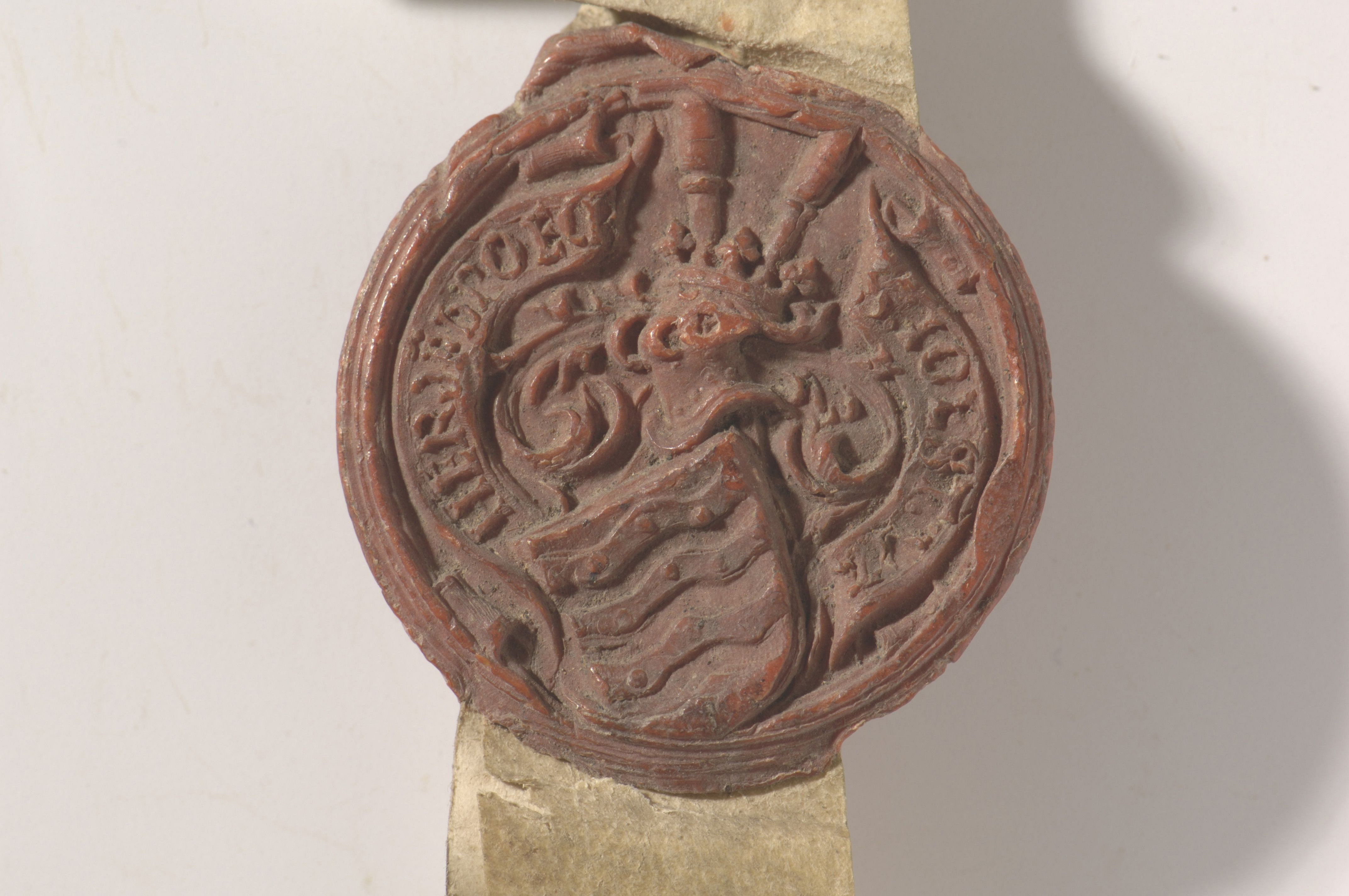
Zegel van Joost van Hardenbroek uit 1538.
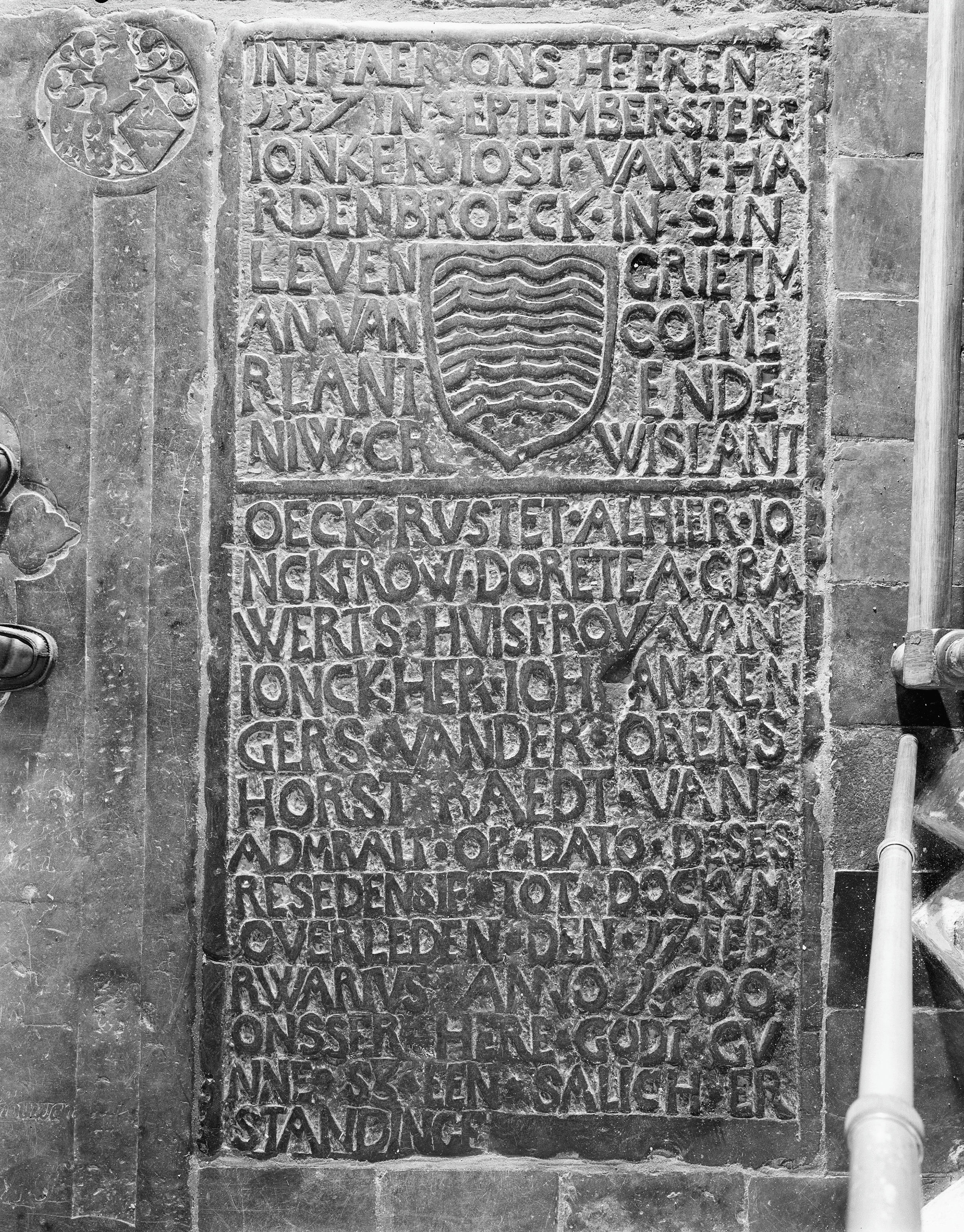
Grafzerk van Joost van Hardenbroek in de Maartenskerk van Kollum.

## Huwelijk en kinderen
Van Hardenbroek trouwde in 1532 met Josina van Parijs van Zuydoort (†1540), dochter van Johan van Parijs van Zuydoort en Maria de Gruyter. Met haar had hij vijf kinderen onder wie:
- Gijsbert van Hardenbroek, na zijn vader heer van Hardenbroek.

Na het overlijden van zijn eerste vrouw hertrouwde Van Hardenbroek in 1547 met Lucia van Schonenburg, dochter van Sebastiaan van Schonenburg en Aef van Herema. Met haar kreeg hij onder meer de volgende kinderen:
- Jan van Hardenbroek.
- Ernst van Hardenbroek, kapitein.
- Johanna van Hardenbroek, trouwde met Roelof Grauwert, heer van Weerdesteyn.